# Capinghem
Capinghem (archaic tiếng Hà Lan: Campinghem) là một xã ở tỉnh Nord trong vùng Hauts-de-France, Pháp.